# Yoshinori Abe
Yoshinori Abe (født 10. september 1972) er en tidligere japansk fodboldspiller.
Han har spillet for flere forskellige klubber i sin karriere, herunder Verdy Kawasaki.